# Siham Daoud Anglo
Siham Daoud Anglo (tiếng Ả Rập: سهام داوو) là một nhà hoạt động nhân quyền Sudan trong phát triển cộng đồng và xây dựng hòa bình. Bà sinh năm 1961.
Anglo là một trong số 16 phụ nữ Sudan được đề cử cho những nỗ lực của họ trong việc xây dựng Hòa bình ở Sudan và được đề cập cùng với 1000 phụ nữ được đề nghị trao giải Nobel Hòa bình năm 2005. Ảnh hồ sơ Anglo là một trong ba phụ nữ trên bìa sách có 1000 phụ nữ toàn cầu.
Năm 1987, Anglo đã chủ động giúp đỡ những người phụ nữ di tản ở Sudan. Bà thành lập một trung tâm đào tạo tạo ra các kỹ năng lao động của phụ nữ trong nhiều lĩnh vực công việc. Bà bắt đầu công việc từ chính ngôi nhà của mình, điều này gây áp lực lớn cho gia đình bà. Anglo đã khởi xướng dự án này để hỗ trợ những người phụ nữ Nubian di tản, phụ nữ từ các bộ lạc khác và gia đình của họ ở khu vực Zagalona Omduramn. Dự án được bắt đầu bằng cách dạy phụ nữ chế tạo và nhuộm vải và May và "Tie-Dye, năm 1994, khoảng 180 phụ nữ đã hoàn thành khóa đào tạo và các kỹ năng mới của họ phục vụ như một phương tiện sinh kế cho gia đình họ.
Các lớp học chống mù chữ của trung tâm Anglo đã giúp nhiều phụ nữ ở Sudan đọc và viết. Angloactively tham gia vào Phụ nữ vì Hòa bình của Núi Nuba (NMWP) năm 1998.

## Công trình
Anglo thông qua phụ nữ Sudan vì hòa bình liên quan đến việc xây dựng năng lực của phụ nữ và giúp họ nỗ lực xây dựng hòa bình.
Thông qua công việc của Angalo với phụ nữ trong Trung tâm Rags Wap, bà đã đào tạo hàng trăm phụ nữ về may vá và chế tạo cho phép họ có thu nhập.